# Liste von Busunglücken
Ein Busunglück ist ein Unglück, an dem mindestens ein Bus beteiligt ist.
Nicht in die nachstehenden Listen aufgenommen werden Verbrechen und Terror-Akte wie der Bus-Anschlag bei Ballygawley 1988 oder der Bus-Anschlag auf der M62. Relativ viele dieser Unglücke sind gleichzeitig Eisenbahnunfälle, zum Beispiel weil Bahnschranken zu früh geöffnet wurden.
Der Vollständigkeit halber werden Unglücke von (umgebauten) Straßenfahrzeugen, die zum Transport einer Vielzahl von Menschen eingesetzt wurden, ebenfalls aufgeführt. Dies betrifft etwa das Unglück von Chualar im US-Bundesstaat Kalifornien im Jahr 1963 und die verunglückte Stretchlimousine im Bundesstaat New York im Oktober 2018.

## Schwerste Unglücke
- 1999 in Karnataka (Indien): 94 Tote
- 2016 in Ghazni (Afghanistan): 73 Tote
- 1999 in Tanga (Tansania): 72 Tote
- 2000 in Abuja (Nigeria): 70 Tote
- 2002 in Rutoto (Uganda): 70 Tote
- 1987 in Ain Schams (Ägypten): 62 Tote
- 2001 in Peso da Régua (Portugal): 59 Tote
- 2005 in Maharashtra (Indien): 58 Tote
- 2006 in Maltrata (Mexiko): 57 Tote
- 1982 in Beaune (Frankreich): 53 Tote
- 2016 in Kintampo (Ghana): 53 Tote
- 2018 in Aktobe (Kasachstan): 52 Tote
- 2012 in Manfalut (Ägypten): 51 Tote
- 2013 im Distrikt Santa Teresa (Peru): 51 Tote
- 2018 bei Pasomayo (Peru): 51 Tote
- 2003 in Bethlehem (Südafrika): 51 Tote
- 1979 in Santa Cristina de la Polvorosa (Spanien): 49 Tote
- 1970 in Asan (Südkorea): 46 Tote
- 1992 in Torreblanca (Spanien): 46 Tote
- 1959 in Lauffen (Deutschland): 45 Tote
- 1989 in Ahungalla (Sri Lanka): 45 Tote
- 2010 in Margánets (Ukraine): 45 Tote
- 2015 in Puisseguin (Frankreich): 43 Tote
- 1962 in Villa Soldati (Argentinien): 42 Tote
- 1976 in Guogou (Taiwan): 41 Tote

## Liste

### Bis 1960
| Datum             | Ort                                                 | Ursache                              | Tote | Verletzte | Hergang |
| ----------------- | --------------------------------------------------- | ------------------------------------ | ---- | --------- | --- |
| 22. Juli 1934     | Ossining, New York                                  | Bremsversagen                        | 20   | 23        | Bei der Bahnstation von Ossining versagten die Bremsen eines Busses, der dann mit hoher Geschwindigkeit die steile Secor Road hinunterrollte. Der Bus durchschlug ein eisernes Geländer und stürzte, über einen Abhang hinunter, auf das Holzlager der Firma Washburn & Todd. Die Fahrgäste waren Mitglieder der Young Men’s Democratic League von Brooklyn, New York, und fuhren zu einem Baseballspiel des Sing-Sing-Gefängnisses. Viele Opfer wurden bis zur Unkenntlichkeit verbrannt, das Betriebsgebäude des Holzlagers wurde zerstört und ebenso 19 Boote, die am Ufer des Hudson vertäut waren. Zu diesem Zeitpunkt war es das schwerste Bus-Unglück in den Vereinigten Staaten.                                   |
| 17. Januar 1940   | bei Zittau (Sachsen)                                | vermutlich menschliches Versagen     | 12   | 16        | Bus durchbrach bei winterlichen Straßenverhältnissen an Bahnübergang eine geschlossene Schranke und prallte mit Personenzug zusammen. |
| 28. Februar 1941  | Mariensiel (Deutschland)                            | Menschliches Versagen                | 21   | 28        | Bus an Bahnübergang mit Zug zusammen geprallt. Unbefugter hatte auf Verlangen des Busfahrers geschlossene Schranke wieder geöffnet. |
| 14. November 1948 | zwischen Breitfurt und Mimbach (Bliestal, Saarland) | technischer Defekt                   | 20   | ca. 25    | Auf dem Weg zu einem Fußballspiel in Herbitzheim verunglückte die Fußballmannschaft des SV Rohrbach, wobei 19 Männer und eine Frau in der Blies ertranken. Heute steht nahe der Unglücksstelle ein Gedenkstein in Form eines durchgeschnittenen Fußballs. |
| 6. Februar 1949   | zwischen Döggingen und Unadingen (Schwarzwald)      | Bremsversagen                        | 22   | ca. 40    | Bei einem mit Ski-Sportlern besetzten Bus versagten auf einer abschüssigen Strecke im sog. „Dögginger Loch“ die Bremsen. Der Bus geriet außer Kontrolle und stürzte eine Böschung hinunter in einen Gebirgsfluss. Heute erinnert ein Gedenkstein nahe der Unglücksstelle an das Ereignis. |
| 8. August 1949    | Schlebusch bei Köln                                 | Menschliches Versagen                | 18   | 12        | LKW mit Hänger, beide mit Aufbau zur Personenbeförderung ausgerüstet prallte an Bahnübergang mit Zug zusammen. LKW kam vor verspätet geschlossener Schranke nicht mehr zum Halten und durchbrach diese. |
| 21. Dezember 1950 | Podivin (Tschechien)                                | Menschliches Versagen                | 34   | 56        | Bus an beschranktem Bahnübergang mit Schnellzug kollidiert. Schranke war vorzeitig geöffnet worden. |
| 10. Juni 1951     | Kenn                                                | Fahrt unter Alkoholeinfluss          | 15   | 33        | Eisenbahnunfall von Kenn. Ein von Trier kommender Zug kollidierte mit einem Bus. Der Lokführer hatte sich an die vorgeschriebenen 15 km/h gehalten und einen Warnpfiff abgesetzt, der aber vom Busfahrer wegen des Motorengeräuschs und der Lautstärke der Passagiere nicht gehört wurde. Dazu stand der Fahrer unter Alkoholeinfluss. |
| 19. Juni 1951     | Herrsching (Bayern)                                 | Organisatorisches Versagen           | 16   | 8         | LKW mit Aufbau zur Personenbeförderung an Bahnübergang wegen offener Schranke mit Personenzug zusammengestoßen. Der Bahnübergang hatte eine sog. Selbstbedienungsschranke, die verschlossen war und von den Benutzern des Übergangs selbst geöffnet und wieder geschlossen wurde. Das wurde bis zum Unfall bei Überprüfungen als ausreichend erachtet, weil man davon ausging, der Überweg würde nur von wenigen Anwohnern benutzt und diese wüssten über die Bedienung Bescheid. Zumindest der letzte Benutzer vor dem Unfall hatte die Schranken jedoch nicht wieder geschlossen. Das wurde dem ortsunkundigen LKW-Fahrer zum Verhängnis. Die Getöteten und Verletzten waren Geistliche aus dem Jesuitenkloster Pullach. |
| 19. Juni 1951     | Stühlingen (Schwarzwald, Deutschland)               | menschliches Versagen                | 7    | 32        | Reisebus prallte an unübersichtlichem, unbeschrankten Bahnübergang mit einem Personenzug zusammen. |
| 24. Juli 1954     | Abenheim                                            | Menschliches Versagen                | 25   | 6         | Eisenbahnunfall von Abenheim. Busfahrer wollte vor einem Zug einen Übergang überqueren. Der Lokführer schaffte es trotz eingeleiteter Notbremsung nicht, eine Kollision zu verhindern. |
| 12. November 1954 | Saint-Paul, Réunion                                 | Bremsversagen                        | 54   | 23        | Die Bremsen eines Busses versagen auf einer Gefällstrecke in Plateau-Caillou, bei dem anschließenden Unfall starben 54 Personen. |
| 11. Juni 1955     | Osnabrück                                           | Feuer durch Technischen Defekt       | 4    | 23        | In einem niederländischer Reisebus, eines Kinderchors aus Den Ham (Twenterand), gerät der hinter dem Fahrersitz befindliche Reservetank in Brand. Zwei junge Mädchen sterben bei dem Brand sofort, zwei weitere Personen später an den erlittenen Brandverletzungen. |
| 10. November 1956 | Pisek (Tschechien)                                  | wahrscheinlich menschliches Versagen | 5    | 59        | Der Fahrer eines überfüllten, verspäteten Linienbusses verlor die Kontrolle über das Fahrzeug. Der Bus durchbrach ein Brückengeländer und stürzte in einen Fluss. |
| 6. Juni 1959      | Kretzschau bei Zeitz (DDR)                          | menschliches Versagen                | 6    | ?         | LKW mit Aufbau zur Personenbeförderung in Folge Unachtsamkeit des Fahrers an unbeschranktem Bahnübergang mit Personenzug zusammengestoßen. |
| 20. Juni 1959     | Lauffen                                             | Menschliches Versagen                | 45   | 25        | Busunfall von Lauffen. Der Schrankenwärter hatte die Schranke an einem Bahnübergang verspätet geschlossen. Ein überfüllter Bus prallte mit einem herannahenden Eilzug zusammen. Mitursächlich war, dass der Schrankenwärter nicht über eine genaue bzw. synchronisierte Uhr verfügte, und dass sowohl der Linienbus als auch die Züge zu unregelmäßigen Zeitpunkten beim Bahnübergang ankamen. Zudem gab es Mängel in den Dienstvorschriften über den genauen Zeitpunkt des Schließens der Schranke. |

### 1961–1980
| Datum              | Ort                                                                        | Ursache                                       | Tote | Verletzte | Hergang |
| ------------------ | -------------------------------------------------------------------------- | --------------------------------------------- | ---- | --------- | --- |
| 02. August 1961    | Straße zwischen Lopper und Vierwaldstättersee, Hergiswil, Kanton Nidwalden | Sturz des Busses in See nach Verkehrsunfall   | 16   | 22        | Ein mit 38 Personen besetzter Reisebus – 35 Lehrkräfte aus den USA, ein italienischer Chauffeur, ein Schweizer Reiseleiter und seine Frau – stürzte nach einer Kollision mit einem Lkw in den See. 16 Personen, hauptsächlich Lehrer aus den USA, kommen bei dem Unglück ums Leben. Der versunkene Bus wird am 5. August aus 50 Meter Tiefe geborgen. Die Obduktion ergab, dass die meisten Opfer an Ertrinken starben. Es handelte sich um das bis dahin schwerste Straßenverkehrsunglück der Schweiz. Der Lkw-Fahrer hatte die Bremsventile des Anhängers falsch eingestellt; dem Bus-Chauffeur wurde eine rücksichtslose Fahrweise vorgeworfen, wurde aber letztlich freigesprochen. Als Folge des Unglücks wurden Busse mit Nothämmern ausgerüstet.                 |
| 17. September 1963 | Chualar, Kalifornien                                                       | Menschliches Versagen bei Bahnübergang        | 32   | 25        | Nach 1942 reisten viele ungelernte Landwirtschafts-Arbeiter von Mexiko in die USA, um als „Braceros“ zu arbeiten. Typischerweise wurden diese Braceros zwischen ihren Arbeitseinsätzen mit Pritschen-Lastwagen, die mit Planen überdacht wurden und über längsweise Sitzbänke verfügten, befördert. 57 Sellerie-Pflücker waren an Bord, als der Bus die Bahngleise überquerte. Obwohl die Sicht auf die Bahnstrecke frei von Hindernissen war, erkannte der Fahrer den Zug nicht; als Diabetiker litt er unter einer Einschränkung des Gesichtsfeldes, und sein Beifahrer verdeckte die Sicht. Da viele der Arbeiter nur unter einer Nummer bekannt waren, musste für die Identifizierung der Toten das FBI dazugezogen werden. Bislang schwerstes Bus-Unglück der USA. |
| 10. September 1964 | bei Schipkau (DDR)                                                         | vermutlich menschliches Versagen              | 4    | 19        | Bus durchbrach an Bahnübergang geschlossene Schranke und pralle mit Güterzug zusammen. |
| 13. Juli 1965      | Kesselsdorf bei Dresden (DDR)                                              | vermutlich menschliches Versagen              | 2    | 17        | Bus an unbeschranktem Bahnübergang mit Personenzug einer Schmalspurbahn zusammen geprallt |
| 04. Februar 1966   | Heimenkirch                                                                | Menschliches Versagen                         | 7    | 25        | Busunglück von Heimenkirch. Der Schrankenwärter hatte vergessen, die Schranken zu senken. Ein Schulbus fuhr auf den Bahnübergang, worauf ein herannahender Güterzug mit dem Bus kollidierte. |
| 2. Mai 1966        | Destnice (Tschechien)                                                      | Menschliches Versagen                         | 10   | 37        | Für Personentransport genutzter Lastwagen an beschranktem Bahnübergang mit Lokomotive kollidiert. Schranke nicht geschlossen. |
| 25. Juli 1966      | Werschau                                                                   | Übermüdung                                    | 33   | 10        | Busunglück von Werschau. Der Bus stürzte von der Bundesautobahn 3 12 Meter in die Tiefe. |
| 28. Juli 1969      | Bezdecin (Tschechien)                                                      | Menschliches Versagen                         | 24   | 20        | Bus mit Anhänger an beschranktem Bahnübergang mit Personenzug kollidiert. Schranke nicht geschlossen. |
| 26. Juni 1973      | Kißlegg (Baden-Württemberg)                                                | Menschliches Versagen                         | 7    | 13        | Schulbus stieß an blinklichtgesichertem Bahnübergang mit einzeln fahrender Lokomotive zusammen. Busfahrer missachtete Blinklicht. |
| 6. Juni 1974       | bei Podolínec (Slowakei)                                                   | technische Mängel, organisatorisches Versagen | 9    | 1         | Der Anhänger eines LKW kam wegen technischer Mängel auf abschüssiger Strecke ins Schleudern. Dabei brach die Bordwand des Hängers herunter und schlitzte einen entgegen kommenden Bus auf, in welchem Kinder auf einem Schulausflug saßen. Der LKW-Fahrer wusste um die Mängel des Anhängers. Die Fahrt wurde aber von seinem Vorgesetzten angeordnet. Obwohl das klarer Fall von organisatorischen Versagen war, wurde dem LKW-Fahrer die volle Schuld zugesprochen. Er wurde zu einer mehrjährigen Haftstrafe verurteilt und beging Suizid. |
| 07. März 1975      | Hebden (North Yorkshire)                                                   | Bremsversagen                                 | 32   | 13        | Auf einem längeren Gefälle (1300 Meter, 16,7 %) entwickelte nur das linke Hinterrad eine Bremswirkung, doch diese Bremse war überfordert und versagte. Der Bus durchschlug eine stählerne Leitplanke und eine 0,91 m hohe Mauer. Er landete schließlich in einem am Fluss liegenden Garten. Die Bremsen des Busses wurden eine Woche vor dem Unfall gewartet und erhielten neue Beläge, jedoch wurden die Arbeiten nicht sachgemäß ausgeführt. |
| 27. Mai 1975       | München-Allach                                                             | Menschliches Versagen                         | 12   | 5         | Eisenbahnunfall von München-Allach. An der Bahnstrecke München-Ingolstadt stieß aufgrund offener Schranken ein Personenzug mit einem Omnibus zusammen. |
| 22. Oktober 1975   | nahe Höbersdorf (Österreich)                                               | Menschliches Versagen                         | 7    | 42        | Schulbus an unbeschranktem Bahnübergang mit Personenzug zusammen gestoßen. Busfahrer war alkoholisiert. |
| 27. Oktober 1975   | bei Schipkau (DDR)                                                         | vermutlich menschliches Versagen              | 7    | ?         | Bus stieß an unbeschranktem Bahnübergang mit Werksbahn-Lokomotive zusammen. |
| 25. November 1976  | Pionierbrücke Ostrava (Tschechien)                                         | technischer Defekt                            | 1    | 35        | Eine im unteren Teil der Brücke befindliche Gasleitung war undicht geworden. Als ein Oberleitungsbus die Brücke befuhr, explodierte das ausströmende Gas, wobei die Brücke einstürzte und der Bus zerstört wurde. |
| 11. April 1979     | Santa Cristina de la Polvorosa, Provinz Zamora                             | Menschliches Versagen                         | 49   | 10        | Der Reisebus aus Vigo, welcher mit Schülern und Lehrern besetzt war, stürzt in den Órbigo. Die meisten Opfer ertranken im versinkenden Bus. |
| 1. Juni 1979       | Zwenkau (Sachsen)                                                          | menschliches Versagen                         | 1    | mind. 10  | LKW mit Aufbau zur Personenbeförderung in Braunkohle-Tagebau Böschung herunter gestürzt. Fahrer war alkoholisiert. Bei den beförderten Personen handelte es sich um Strafgefangene, die zur Arbeit im Tagebau eingesetzt waren sowie deren Wach-Personal. |

### 1981–2000
| Datum              | Ort                                                                                  | Ursache | Tote | Verletzte | Hergang |
| ------------------ | ------------------------------------------------------------------------------------ | --- | ---- | --------- | --- |
| 19. März 1982      | Svojkovice (Tschechien)                                                              | menschliches Versagen                                                                                          | 7    | 4         | Ein mit Kerosin beladener Tanklastzug der tschechoslowakischen Armee kam auf schneeglatter Straße ins Schleudern und stieß frontal mit einem entgegen kommenden Linienbus zusammen, welcher umkippte. Weitere Fahrzeuge konnten nicht mehr rechtzeitig anhalten und rutschten in die Unfall-Stelle. Das aus dem Anhänger des Lastzuges ausgelaufene Kerosin geriet zudem in ein Trinkwasser-Schutzgebiet und verursachte eine Umwelt-Katastrophe. Glücklicherweise waren die meisten Businsassen kurz zuvor ausgestiegen und der Bus mit lediglich 10 Personen besetzt. |
| 31. Juli 1982      | Beaune, Frankreich                                                                   | Riskantes Überholmanöver zweier Autofahrer bei einer Verengung der Fahrbahn, Massenkarambolage                 | 53   | ?         | Busunfall von Beaune. Schulkinder und Lehrpersonen waren in zwei Bussen unterwegs nach Savoyen. Es herrschte regnerisches Wetter und zwei Autos überholten die Busse bei einer Verengung der Fahrbahn von drei auf zwei Spuren. Durch ein brüskes Bremsmanöver des vorderen Busses kam es zu einer Massenkarambolage. Der Treibstofftank des einen Busses wurde zerstört, das Benzin schwappte auf die Straße und entzündete sich. Während sich viele Personen aus dem vorderen Bus retten konnten, waren die Türen des zweiten Busses durch verunfallte Autos blockiert. Als Folge des Unfalls gilt bis heute auf französischen Autobahnen bei regnerischem Wetter eine Höchstgeschwindigkeit von 110 km/h und ebenso wurden die baulichen Vorschriften bei Bussen verbessert (Sicherheitsglas, unbrennbare Materialien).                                                                         |
| 12. September 1982 | Pfäffikon ZH, Schweiz                                                                | Menschliches Versagen                                                                                          | 39   | 2         | Eisenbahnunfall von Pfäffikon ZH. Ein Reisebus stieß auf einem Bahnübergang, dessen Schranken vorzeitig geöffnet worden waren, mit einem Regionalzug zusammen. Der Bus wurde angehoben, zertrümmert und der Tank des Busses explodierte. |
| 23. April 1983     | Neuwiederitzsch bei Leipzig, Deutschland                                             | Menschliches Versagen                                                                                          | 6    | 10        | Zusammenstoß eines Linienbus mit einer einzeln fahrenden Lokomotive an einem beschrankten Bahnübergang. Die Schranke war vom neben dem Bahnübergang befindlichen Stellwerk aus vorzeitig geöffnet worden. |
| 25. April 1984     | nahe Porto, Portugal                                                                 | Menschliches Versagen                                                                                          | 17   | 27        | Zusammenstoß zwischen einem Bus und einem Personenzug an einem Bahnübergang. Schrankenwärter hatte den Fahrplan verwechselt und deswegen die Schranke vorzeitig geöffnet. |
| 11. Juni 1985      | Moshov Ha Bonim, Israel                                                              | vermutlich menschliches Versagen                                                                               | 22   | 17        | Mit Schülern besetzter Bus an unbeschranktem Bahnübergang mit Personenzug zusammen geprallt. |
| 11. Dezember 1984  | Prüm                                                                                 | vermutlich menschliches Versagen                                                                               | 5    | 40+       | Busunglück von Prüm. Mit Schülern besetzter Bus an unbeschranktem Bahnübergang mit Diesellokomotive zusammen geprallt. |
| 16. September 1985 | Nova Cerekev (Tschechien)                                                            | vermutlich menschliches Versagen                                                                               | 10   | 8         | Zur Personenbeförderung benutztes Traktoren-Gespann an unbeschranktem Bahnübergang mit Personenzug kollidiert. |
| 08. April 1986     | Lauchhammer, Deutschland                                                             | Menschliches Versagen                                                                                          | 8    | 38        | Zusammenstoß zwischen einem Linienbus und einem Güterzug an beschranktem Bahnübergang. Die Schranken waren wegen eines technischen Defekts nicht geschlossen. Der Lokführer des Güterzuges missachtete das entsprechende Haltesignal. |
| 14. Mai 1988       | Autobahn außerhalb von Carrollton, Kentucky, USA                                     | Betrunkener Fahrer auf der falschen Fahrbahn                                                                   | 27   | 34        | Eine christliche Jugendgruppe reiste von einem Besuch in einem Vergnügungspark zurück. Bei dem Bus handelte es sich um einen ausgemusterten Schulbus. Mitursächlich für das Unglück war das Fehlen einer genügenden Zahl von Notausgängen, brennbare Sitze und eine Kühlbox, welche den einzigen brauchbaren Notausgang versperrte. Der Unfallverursacher wurde zu 16 Jahren Haft verurteilt. Zurzeit (2017) das drittschwerste Bus-Unglück in der Geschichte der USA. |
| 15. August 1988    | Måbødal, Nationalstraße 7, Norwegen                                                  | Bremsversagen, Unerfahrenheit des Fahrers auf langen Gefälle-Strecken, Fehlen von entsprechenden Warnschildern | 16   | ?         | Ein Reisebus mit schwedischen Schulkindern war unterwegs nach Bergen, um von dort aus zu den Shetland-Inseln weiter zu reisen. Måbødalen ist Tal mit einer kurvenreichen, steilen Straße (8 % Gefälle auf 4 km). Der Bus (Volvo B58) verfügte nur an zwei der vier Räder über Bremsen, welche überhitzten, und als Folge davon versagten. Ebenso versagte eine Hilfsbremse, der sogenannte Retarder. Der Fahrer versuchte, in einen tieferen Gang zu schalten, was aber misslang; die Antriebsachse befand sich nun im Leerlauf. In einem Tunnel kollidierte der Bus bei einer Geschwindigkeit von zwischen 64 und 100 km/h mit einem Bogen aus Beton. Da sich nach dem Tunnel eine etwa 20 bis 30 m hohe Klippe befindet, kamen Spekulationen auf, der Fahrer sei absichtlich in die Tunnelwand gefahren, um das Fahrzeug abzubremsen. Es fanden sich jedoch keine Spuren eines solchen Manövers. |
| 22. Dezember 1989  | Clybucca Flat, 12 km nördlich von Kempsey (New South Wales), auf dem Pacific Highway | Übermüdung des Fahrers                                                                                         | 35   | 41        | Zwei baugleiche Busse (Denning Landseer) zweier Gesellschaften kollidierten um 2:40 Uhr morgens auf der nicht richtungsgetrennten Autobahn. Der eine Bus fuhr in einer Linkskurve geradeaus, und kollidierte ungebremst mit dem korrekt entgegenfahrenden Bus. Es gibt keine Anzeichen dafür, dass der verantwortliche Fahrer bremste, oder das Licht abblendete. Beide waren mit den erlaubten 100 km/h unterwegs. Trotz der Schäden wurden beide Busse wieder aufgebaut, und nach der Insolvenz des einen Unternehmens wurden sie bei derselben Gesellschaft eingesetzt – einer davon war in den frühen Morgenstunden des 22. Dezember 2003 wiederum in eine Frontalkollision verwickelt. |
| 3. Oktober 1990    | Trebechovice pod Orebem (Tschechien)                                                 | vermutlich menschliches Versagen                                                                               | 6    | 16        | Bus an blinklichtgesichertem Bahnübergang mit Personenzug kollidiert. |
| 01. August 1992    | bei Schlüsselfeld, Deutschland                                                       | menschliches Versagen                                                                                          | 9    | 16        | Niederländischer Bus durchbrach nach Ausweich-Manöver auf Autobahn die Mittelleitplanke und prallte frontal mit einem entgegenkommenden tschechischen Bus zusammen. |
| 06. September 1992 | Donaueschingen, Deutschland                                                          | Übermüdung | 20   | 35        | Bei einem Busunglück auf einem Autobahnzubringer in der Nähe von Donaueschingen kommen 20 Menschen ums Leben, 35 werden verletzt. Der mit 53 zumeist älteren Menschen besetzte Bus kam von der Fahrbahn ab. |
| 26. September 1992 | bei Argad, Ungarn                                                                    | vermutlich menschliches Versagen                                                                               | 16   | 3         | Kleinbus an blinklichtgesichertem Bahnübergang mit Lokomotive zusammen gestoßen. |
| 02. Mai 1994       | Danzig-Kokoszki, Polen                                                               | Reifenplatzer bei Überholvorgang, überfüllter Bus, überhöhte Geschwindigkeit, schlechter technischer Zustand   | 32   | 43        | Ein mit 77 Fahrgästen stark überfüllter Überlandbus vom Typ Autosan H9-21 (Kapazität: 51 Passagiere) überholt auf einer Landstraße am Ortsrand von Danzig einen LKW. Beim Wiedereinscheren platzt der rechte Vorderreifen. Der Bus kommt nach rechts von der Fahrbahn ab und prallt frontal gegen einen Baum, der sich der Länge nach durch die Hälfte der Fahrgastzelle bohrt. 32 Menschen sterben, 45 werden verletzt. Neben der Überschreitung der Beförderungszahl wurden überhöhte Geschwindigkeit (60 statt erlaubten 50 km/h auf dem Streckenabschnitt) und ein schlechter Allgemeinzustand des 11 Jahre alten Busses als Unfallursachen ermittelt. |
| 20. September 1994 | Trudering                                                                            | Einbruch eines Tunnels aufgrund Planungsfehler (wahrscheinlich)                                                | 3    | 36        | Busunglück von Trudering. Bei Arbeiten an der U-Bahn-Linie 2 kam es zu einem Wassereinbruch im Tunnel. Die Bauarbeiter wollten die Busfahrer in den darüber liegenden Bussen warnen, aber nur zwei der drei Busse konnten rechtzeitig wegfahren. |
| 9. Oktober 1999    | bei Nazareth, Israel                                                                 | vermutlich menschliches Versagen                                                                               | 16   | 36        | Bus kam bei Regen von der Fahrbahn ab und stürzte in eine Schlucht. |
| 30. November 1999  | Altlandsberg, Deutschland                                                            | unklar | 5    | 16–22     | Was zum Busunglück von Altlandsberg führte ist weiterhin unklar. Vermutet werden eine Ablenkung des Fahrers entweder durch eine Rangelei im Bus oder das unbeabsichtigte Entriegeln eines Hebels an dem Fahrersitz. Der Bus fuhr gegen einen Baum und wurde erheblich beschädigt. |
| 29. März 2000      | Kericho, Kenia                                                                       | Kollision zweier Busse                                                                                         | 74   | 58        | Zwei Busse kollidieren frontal, nachdem einer der Busse mit hoher Geschwindigkeit einem Schlagloch ausweichen wollte. Die überfüllten Busse fingen Feuer. |
| 13. Mai 2000       | Kakanj, Bosnien und Herzegowina                                                      | Technischer Defekt am Bus                                                                                      | 43   | ?         | Durch einen technischen Defekt am Bus stürzt dieser einen zwanzig Meter hohen Abhang in den Fluss Bosna hinunter. Die meisten Opfer ertranken im Fluss. |
| 06. Juli 2000      | Soria, Spanien                                                                       | Kollision mit einem Lkw                                                                                        | 28   | ?         | Ein mit Schweinen beladener Viehtransporter kollidiert mit dem Bus, der Fahrer des Lkw wurde durch ein klingelndes Handy abgelenkt. Bei dem Unglück starben 28 Personen. |
| 14. Juli 2000      | Gimcheon/Südkorea                                                                    | Mehrfachkollision auf nasser Fahrbahn                                                                          | 18   | 100       | Auf dem Expressway 1 kollidieren drei Busse eines Schulausflugs auf regennasser Fahrbahn mit drei Pkw. Die Busse sowie Pkw fingen Feuer, ein vierter Bus kam von der Fahrbahn ab. Unter den Opfern waren auch vier Pkw-Insassen. |
| 21. August 2000    | Pöchlarn, Österreich                                                                 | Überhöhte Geschwindigkeit                                                                                      | 8    | 23        | Ein Doppeldecker-Reisebus mit 61 deutschen Jugendlichen ist auf der Autobahn A1 zwischen Salzburg und Wien unterwegs, die auf Höhe von Pöchlarn saniert wird. Ein entgegenkommender Lastwagen gerät an der Fahrbahnverschwenkung der Baustelle aufgrund von überhöhter Geschwindigkeit ins Kippen. Dessen Anhänger reißt das Oberdeck des Busses auf. Ein weiterer mit Pflastersteinen beladener LKW kollidiert mit der Unfallstelle. |

### 2001–2010
| Datum              | Ort                                                         | Ursache                                                                  | Tote | Verletzte | Hergang |
| ------------------ | ----------------------------------------------------------- | ------------------------------------------------------------------------ | ---- | --------- | --- |
| 04. März 2001      | Penafiel und Castelo de Paiva, Portugal                     | Brückeneinsturz, Sturz des Busses in den Fluss                           | 59   |           | Die Brücke Ponte Hintze Ribeiro stürzte ein, als sich ein Reisebus und drei Autos auf ihr befanden. Die Fachwerkbrücke über den Duero galt schon lange vor dem Einsturz als sanierungsbedürftig. Die Todesanzahl wird auf 59 Menschen geschätzt, da eine genaue Anzahl der Fahrgäste nicht ermittelt werden konnte. 36 Leichen konnten nie gefunden werden. |
| 24. März 2001      | Santa Comba Dão, Portugal                                   | Sturz in Schlucht                                                        | 14   | 24        | Auf der IP3 geriet der Bus bei starken Regen und Hagel in einer Rechtskurve auf die Gegenfahrbahn und stürzte einen Hang hinunter. Der Bus war mit Pilgern besetzt, welche sich auf dem Rückweg von Fátima befanden. |
| 01. April 2001     | Malindi, Kenia                                              | Sturz zweier Busse von der Brücke in den Fluss Sabaki                    | >34  |           | Zwei voll besetzte Busse lieferten sich ein Rennen, auf der Brücke über den Sabaki kollidierten sie miteinander und stürzten von der Brücke in den Fluss. 34 Leichen konnten geborgen werden, weitere Opfer werden vermisst. |
| 10. April 2001     | O Carballiño, Spanien                                       | Sturz eines Busses in die Schlucht des Rio Viñao                         | 5    |           | Ein mit 12 Personen besetzter Bus kam im Nebel von der N-541 ab und stürzte in die 40 Meter tiefe Schlucht des Flusses Rio Viñao bei Boborás in Galicien. |
| 11. April 2001     | Kokstad, Südafrika                                          | Absturz des Busses                                                       | 29   | 59        | Eine Bus, welcher sich auf dem Weg von Rustenburg nach Lusikisiki befand, stürze auf der R56 zwischen Kokstad und Franklin einen Hang hinunter und überschlug sich. Unter den 29 Toten befanden sich fünf Kinder. |
| 01. Mai 2001       | Inntal Autobahn bei Vomp, Österreich                        | Schleudern und Umkippen des Busses infolge von Spurrinnen                | 8    |           | Ein Gelenkbus der Zillertaler Verkehrsbetriebe brachte eine Gruppe Wanderer nach Hause. An der Ausfahrt Vomperbach geriet der Bus infolge von Spurrinnen ins Schleudern und stürzte auf die Seite. Bei dem Unfall wurden sechs Personen direkt getötet, zwei weitere erlagen ihren Verletzungen im Krankenhaus. |
| 01. Juli 2001      | Anshun, China                                               | Sturz eines Busses in einen Stausee.                                     | 28   |           | Ein Bus stürzt in einen Stausee bei Anshun in der chinesischen Provinz Guizhou. 21 Personen starben direkt bei dem Unglück, fünf weitere im Krankenhaus. |
| 17. September 2001 | Sundsvall, Schweden                                         | Kollision mit einem Lkw                                                  | 5    | 40        | Ein Schulbus kollidiert mit einem Holzlaster. Wahrscheinlich verursachte ein geplatzter Reifen am Lkw den Unfall. Der Busfahrer und fünf Kinder starben. |
| 19. September 2001 | Arles, Frankreich                                           | Reifenplatzer                                                            | 6    |           | In der Nacht zum 19. September kommt ein italienischer Reisebus aufgrund eines geplatzten Reifens von der Fahrbahn ab und prallt gegen eine Betonmauer sowie eine Häuserwand. |
| 24. Oktober 2001   | Esna, Ägypten                                               | Sturz in Kanal nach Kollision                                            | 14   | 28        | Bei Esna stürzt ein Bus nach einer Kollision mit einem Lkw in einen Kanal. |
| 14. November 2001  | Huelva, Spanien                                             | Bus kommt aus ungeklärten Gründen von der Straße ab                      | 22   | 21        | Auf der Landstraße A-493 zwischen La Palma del Condado und Valverde del Camino kommt ein mit Senioren besetzter Reisebus von der Straße ab. |
| 14. Dezember 2001  | Aqaba, Jordanien                                            | Bus kommt von der Straße ab, Bremsenversagen                             | 52   |           | Ein Bus mit ägyptischen Pilgern, welche sich aus dem Rückweg von Mekka befand, kommt von der Straße ab und kollidiert mit Lkw welche sich auf einem Gelände neben der Straße befanden. Der Bus fing Feuer und brannte komplett aus. Keiner der Insassen überlebte das Unglück. |
| 18. März 2002      | Metz, Frankreich                                            | Kollision mit einem Lkw                                                  | 8    | 27        | Ein italienischer Lkw kollidiert mit einem in entgegengesetzter Richtung fahrenden niederländischen Reisebus. Als Unfallursache wurde Sekundenschlaf oder ein Schwächeanfall des Lkw-Fahrers vermutet. Bei dem Unfall starben sechs Insassen des Reisebusses, sowie die beiden Insassen des Lkw. |
| 10. Juni 2002      | Masvingo, Simbabwe                                          | Kollision mit einem Lkw                                                  | 36   | 70        | Ein Bus, welcher Studenten des Masivingo Teachers College beförderte, kollidierte auf der Hauptstraße von Harare nach Masvingo frontal in einen entgegenkommenden Lastkraftwagen. Der mit über 100 Menschen besetzte Bus sowie der Lastwagen fingen zusätzlich Feuer. |
| 15. Juni 2002      | Okcheon, Südkorea                                           | Kollision mit einem Lkw                                                  | 13   | 20        | Ein Reisebus kollidierte auf einer Autobahn mit einem Tanklaster. Weitere Autos sind in die Unfallstelle aufgefahren. Unter den Reisegästen sollen sich auch WM-Touristen befunden haben. |
| 1. Juli 2002       | Balatonkeresztúr, Ungarn                                    | Busfahrer verliert Kontrolle, Bus überschlägt sich                       | 19   | 32        | Ein polnischer Reisebus aus der Woiwodschaft Lublin, welcher auf dem Rückweg vom Wallfahrtsort Međugorje in Bosnien und Herzegowina war, ist von der Fahrbahn abgekommen und hat sich überschlagen. |
| 2. Juli 2002       | Jember, Indonesien                                          | Busfahrer verliert Kontrolle, Bus stürzt von Brücke in Fluss             | 26   | 80        | Ein mit 107 Personen besetzter Bus stürzt nach Kollision mit einem Brückenpfeiler von einer Brücke in einen kleinen Fluss. Die meisten Opfer waren Kinder, welche sich mit ihren Müttern auf einem Ausflug befanden. |
| 14. Juli 2002      | Fort Beaufort, Südafrika                                    | Brand infolge eines Überschlags nach einer Kollision mit einer Kuh       | 18   | 20        | Ein Bus, welcher 38 Personen einer Trauergesellschaft beförderte, stieß mit einer Kuh zusammen und überschlug sich. Anschließend geriet der Bus in Flammen. |
| 18. Juli 2002      | Rutoto, Uganda                                              | Brand infolge einer Kollision mit einem Tanklastzug                      | 70   |           | Ein Bus kollidierte bei Rutoto mit einem Tanklastzug, welcher Treibstoff geladen hatte. Ursache war ein Bremsversagen des Tanklastwagens, welcher nach dem Zusammenstoß in Brand geriet. AN Bord des Bussen befanden sich auch zehn Blauhelmsoldaten. |
| 18. August 2002    | bei Tarsus, Türkei                                          | Überhöhte Geschwindigkeit mit Bremsversagen                              | 31   | 34        | Ein Reisebus kommt auf der Autobahn von der Fahrbahn ab und überschlägt sich. In die Unfallstelle fahren sechs weitere Fahrzeuge auf, darunter ein Bus sowie ein Lkw. |
| 16. September 2002 | bei San Fernando del Valle de Catamarca, Argentinien        | Kontrollverlust                                                          | 49   | 14        | Ein Bus mit Pilgern, welche sich auf der Rückfahrt von der Kathedrale von Catamarca befanden, stürzte einen 100 Meter hohen Abhang hinunter. Der nur für 52 Personen zugelassenen Bus war zudem mit 65 Passagieren überladen. |
| 6. November 2002   | bei Kairo, Ägypten                                          | Kollision mit einem Lkw                                                  | 27   | 24        | Ein Touristenbus, welcher 50 Touristen nach einem Ausflug zurück zum Ferienresort bei Sharm El-Sheikh bringen sollte, kollidiert frontal mit einem auf der falschen Fahrbahnseite fahrenden Lkw. |
| 30. Dezember 2002  | Yozgat, Türkei                                              | Sturz von Brücke                                                         | 11   | 20        | Ein Reisebus auf dem Weg nach Ankara geriet auf einer vereisten Brücke ins Schleudern und stürzte in den Fluss Kızılırmak. |
| 23. Februar 2003   | nähe Thessaloniki (Griechenland)                            | Sturz von Brücke in den Fluss Aliakmonas                                 | 14   | 9         | Ein Reisebus von Saloniki nach Athen geriet in der Nacht bei Temperaturen von −5°C auf einer Brücke ins Schleudern und stürzte in den Fluss Aliakmonas. |
| 8. März 2003       | bei Nažidel (Tschechien)                                    | menschliches Versagen                                                    | 20   | 33        | Doppelstock-Reisebus kam wegen überhöhter Geschwindigkeit und Unaufmerksamkeit des Fahrers von der Fahrbahn ab und überschlug sich. Zudem war der Fahrer nicht in Besitz des erforderlichen Berufsqualifikationsnachweis. |
| 08. Mai 2003       | nahe Siófok, Ungarn                                         | Unfall an Bahnübergang                                                   | 33   | 6         | Während einer Konvoi-Fahrt mit zwei weiteren Bussen ignoriert der Fahrer eines deutschen Reisebusses eine rote Ampel an einem unbeschrankten Bahnübergang bei Siófok in Ungarn. Der mit deutschen Touristen besetzte Bus wird von einem herannahenden Zug erfasst und 150 Meter mitgeschleift. Der Bus wird in zwei Teile gerissen und geht in Flammen auf. 33 Personen sterben, sechs Menschen werden verletzt. |
| 17. Mai 2003       | nahe Lyon, Frankreich                                       | Busfahrer verliert Kontrolle, Bus überschlägt sich                       | 28   | 45        | Bei Lyon verliert der Fahrer eines deutschen Doppeldecker-Reisebusses die Kontrolle über das Fahrzeug, der Bus überschlägt sich, 28 Menschen sterben, 45 werden verletzt. |
| 07. Juni 2003      | nahe Erzincan, Türkei                                       | vermutlich menschliches Versagen durch Übermüdung                        | 27   | 33        | Bei Erzincan stößt ein Reisebus ungebremst gegen ein Tunnelportal. 27 Menschen sterben, 33 werden verletzt. Behörden vermuten, dass der Fahrer am Steuer eingeschlafen war. |
| 3. August 2003     | Uhorna (Slowakei)                                           | technischer Defekt                                                       | 13   | 24        | Auf einer bergauf führenden Straße schaltete sich bei einem Bus der Motor aus. Während der Fahrer ausstieg, um die Ursache für diese Störung zu suchen, kam der Bus wegen einer defekten Feststellbremse ins Rollen, rollte rückwärts und führerlos die Straße herunter, kam von der Fahrbahn ab und überschlug sich mehrfach. Die Insassen des Busses waren Gläubige auf einer Wallfahrt. |
| 20. Dezember 2003  | bei Hensies nahe der belgisch-französischen Grenze, Belgien | vermutlich menschliches Versagen durch Übermüdung                        | 11   | 37        | Bei Hensies prallte eine Reisebus unweit der belgisch-französischen Grenze gegen eine Fahrbahnbegrenzung aus Beton und ging dabei in Flammen auf. Behörden vermuten, dass der Fahrer am Steuer eingeschlafen war. |
| 19. März 2004      | Konginkangas, Finnland                                      | Übermüdung, überhöhte Geschwindigkeit, menschliches Versagen             | 23   | 14        | Busunglück bei Konginkangas. Auf einer Gefällestrecke und bei winterlich-glatten Straßenverhältnissen kommt ein mit Papierrollen beladenes LKW-Gespann bei ins Schleudern. Der Fahrer des LKW versucht, durch Bremsen und Gegenlenken das Fahrzeug wieder unter Kontrolle zu bringen, jedoch schert der Anhänger auf die Gegenfahrbahn aus und stößt frontal mit dem Reisebus einer Wintersportgruppe zusammen. Die Wucht des Aufpralls löst einen Teil der festgegurteten Papierrollen, die nahezu ungehindert ins Innere des Busses einschlagen, da sie sich in etwa derselben Höhe über der Straße befinden. 23 der 37 Menschen an Bord des Busses sterben. |
| 13. April 2005     | Orsières / Passstrasse Grosser St. Bernhard                 | Busfahrer verliert Kontrolle, Sturz in Schlucht                          | 12   | 15        | 24 Passagiere, zwei Fahrer und eine Hostess waren unterwegs nach Savona; die Fahrgäste hatten eine Kreuzfahrt auf dem Mittelmeer gebucht. Nach einem Wintereinbruch war die Straße schneebedeckt. Der Bus kam von der Straße ab, überschlug sich auf einer steilen Wiese, und stürzte dann in eine 150 m tiefe Schlucht. 14 Personen wurden beim Überschlagen aus dem Bus geschleudert; sie überlebten alle. Untersuchungsergebnisse zeigten weder Defekte am Fahrzeug noch eine Fahruntüchtigkeit des Fahrers. Die Geschwindigkeit von 56 km/h war an jener Stelle zwar ungewöhnlich hoch, aber nicht ursächlich. Als wahrscheinliche Ursache gilt ein Fahrfehler; der Bus fuhr in einer engen Linkskurve zu weit rechts. Dazu war die Mittellinie und der Grasstreifen neben der Fahrbahn von Schnee bedeckt; die Leitplanke war der einzige verlässliche Hinweis für den Fahrer. |
| 18. Juni 2007      | Könnern, Sachsen-Anhalt                                     | Menschliches Versagen                                                    | 13   | 22        | Ein LKW fährt, aufgrund eines Sekundenschlafes des Fahrers ungebremst auf einen mit Senioren besetzten Reisebus auf. Der Bus stürzt daraufhin eine Böschung hinunter und überschlägt sich. 13 Menschen sterben, 22 werden verletzt. |
| 22. Juli 2007      | Vizille, Frankreich                                         | Menschliches Versagen, Bremsendefekt, Verstoß gegen Verkehrsvorschriften | 27   | 23        | Ein mit polnischen Pilgern besetzter Bus passiert einen komplizierten und kurvenreichen Streckenabschnitt durch die französischen Alpen. Der Streckenabschnitt ist für Busse gesperrt, der Fahrer folgt jedoch den Anweisungen seines Navigationssystems und ignoriert elf Hinweisschilder. Gegen Ende der Abfahrt versagen daraufhin die Bremsen des Busses, bei der Stadt Vizille durchbricht er eine Leitplanke, stürzt in eine Schlucht und brennt aus. 26 Menschen sterben, 24 werden verletzt. |
| 08. April 2008     | Benalmdena, Spanien                                         | Menschliches Versagen, Missachtung des Überholverbots des Gegenverkehrs  | 9    | 35        | Ein Geländewagen rammt bei einem Überholvorgang in einer Verbotszone den Bus und dieser stürzt einen Hang herab. |
| 28. Mai 2008       | Jambol, Bulgarien                                           | Menschliches u. technisches Versagen                                     | 18   | 20        | Beim Busunglück bei Jambol stürzt ein Bus in eine Passantengruppe. |
| 16. Dezember 2008  | Negev-Wüste nahe Eilat, Israel                              | menschliches Versagen                                                    | 25   | 33        | Reisebus kam bei einem riskanten Fahrmanöver mit überhöhter Geschwindigkeit in einer Kurve von der Straße ab und stürzte in eine Schlucht. |
| 04. November 2008  | Garbsen, Niedersachsen                                      | technischer Defekt (Kabelbrand)                                          | 20   | 12        | In einem mit Senioren besetzten Reisebus kommt es während der Fahrt auf der Bundesautobahn 2 zu einem Brand im Bereich der Bordtoilette. Der Busfahrer fährt auf den Standstreifen und leitet die Evakuierung ein. 20 Menschen sterben in den Flammen, 12 weitere werden verletzt. |
| 21. Februar 2009   | Polomka (Slowakei)                                          | menschliches Versagen                                                    | 12   | 25        | Bus stieß an unbeschranktem Bahnübergang mit Personenzug zusammen. |
| 22. September 2009 | Radevormwald, Nordrhein-Westfalen                           | unklar                                                                   | 5    | 7         | Ein mit 12 Personen besetzter Überlandbus der Linie 626 stürzt in Radevormwald eine Böschung herunter, überschlägt sich und kommt am Ufer der Wupper zum Stehen. Fünf Personen sterben, sieben werden zum Teil schwer verletzt. Die Unglücksursache konnte nicht ermittelt werden. Der Bus soll 400 Meter vor der Unglücksstelle eine Haltestelle angefahren und anschließend auf 90 km/h beschleunigt haben. Die Unglücksursache konnte nicht abschließend geklärt werden. |
| 17. Dezember 2009  | Kyongju Südkorea                                            | Bremsversagen auf abschüssiger Strecke                                   | 17   |           | Aufgrund des Versagens der Bremsen kommt der Bus von der Fahrbahn ab und stürzt einen 30 Meter tiefen Abhang hinunter. |

### 2011–2020
| Datum                         | Ort                                                                                    | Ursache | Hersteller | Tote                 | Verletzte               | Hergang |
| ----------------------------- | -------------------------------------------------------------------------------------- | --- | ---------- | -------------------- | ----------------------- | --- |
| 26. September 2010            | Amt Schönefeld, Brandenburg                                                            | Menschliches Versagen |            | 14                   | 38                      | Beim Auffahren auf die Bundesautobahn 10 am Schönefelder Kreuz unterläuft der Fahrerin eines Mercedes ein Fahrfehler. Sie stößt daraufhin gegen einen polnischen Reisebus, der durch das Manöver auf die Mittelleitplanke abgedrängt wird. Die linke Seitenwand des Busses kollidiert dabei mit dem Pfeiler einer Autobahnbrücke. Dabei sterben 14 Menschen, 28 werden verletzt. |
| 16. Februar 2012              | Jerusalem, Israel                                                                      | Menschliches Versagen |            | 10                   | 40+                     | Bei dem Zusammenstoß zwischen einem Lastwagen und einem Bus voller Schüler starben zehn Menschen, mindestens 40 wurden verletzt. Der Lkw-Fahrer soll aufgrund schlechter Fahrbahnverhältnisse die Kontrolle über sein Fahrzeug verloren und den Bus gerammt haben, welcher sich anschließend überschlug und in Brand geriet. |
| 13. März 2012                 | Siders, Kanton Wallis                                                                  | Menschliches Versagen |            | 28                   | 24                      | Busunfall im Sierre-Tunnel. Ein belgischer Reisebus prallte bei einer Nothaltebucht in eine Tunnelwand. |
| 20. Juli 2012                 | Nayarit, Mexiko                                                                        | Sturz von einer Brücke in eine Schlucht |            | 26                   | 27                      | |
| 11. September 2012            | bei Mulhouse, Frankreich                                                               | Menschliches Versagen (Fahrfehler) |            | 2                    | 32                      | Der Fahrer eines polnischen Reisebusses führt ein abruptes Fahrmanöver durch, um eine Ausfahrt der Autobahn A36 bei Mulhouse zu nehmen. Dabei gerät der Doppeldecker-Bus ins Schleudern und kippt um. Zwei Personen sterben, 32 werden verletzt. |
| 01. Oktober 2012              | Tianjin, China                                                                         | Menschliches Versagen |            | 6                    | 14                      | Ein Bus – besetzt mit 19 Reisenden aus dem Allgäu und der Bodenseeregion, einem Busfahrer und einem Reiseleiter – prallte gegen einen Containerlaster und fing Feuer. Der Fahrer und 5 Reisende starben. Laut Unfallbericht fuhr der Bus mit überhöhter Geschwindigkeit und ungebremst auf den Lastwagen auf. Als Grund wird das Einschlafen des Fahrers genannt. |
| 23. Juni 2013                 | Morača, Montenegro                                                                     | vermutlich überhöhte Geschwindigkeit |            | 19                   | 25                      | Der Reisebus stürzte während eines Regensturms 40 Meter tief von der Ždrijelo-Brücke in die Morača-Schlucht, nachdem er in einer Kurve von der Fahrbahn abkam. |
| 28. Juli 2013                 | Monteforte Irpino, Italien                                                             | Technischer Defekt |            | 39                   | 10                      | Busunglück bei Monteforte Irpino. Wohl aufgrund eines Reifenschadens oder Bremsendefekts ist auf der Autobahn A16 Neapel-Bari, Europastraße 842 zunächst ungebremst auf ein Stauende aufgefahren, schob 7 Autos vor ihm ineinander, schrammte eine Betonmauer, durchbrach eine Leitplanke und stürzte in eine 30 Meter tiefe Schlucht. |
| 12. Oktober 2013              | Distrikt Santa Teresa, Provinz La Convención, Peru                                     | Fahrfehler, möglicherweise Trunkenheit |            | 51                   | 0                       | Ein für den Personentransport umgebauter Lastwagen stürzte über eine zweihundert Meter hohe Klippe in einen Fluss. |
| 19. Juli 2014                 | Dresden                                                                                | |            | 11                   | 68                      | Ein polnischer Reisebus war auf der A4 auf einen aus der Ukraine stammenden Kleinbus aufgefahren. Der Reisebus geriet daraufhin ins Schleudern, durchbrach die Mittelleitplanke und stieß mit einem auf der Gegenfahrbahn befindlichen ebenfalls polnischen Kleintransporter zusammen, dessen sieben Insassen alle starben. Der Bus stürzte die Böschung herab. |
| 23. Oktober 2015              | Puisseguin, Frankreich                                                                 | Kollision mit einem Holztransporter |            | 43                   | 8                       | Busunfall von Puisseguin. Der Busunfall von Puisseguin ereignete sich am 23. Oktober 2015 gegen 7:30 Uhr in der südwestfranzösischen Gemeinde Puisseguin im Département Gironde. Dabei starben 43 Menschen, acht Businsassen überlebten. Der Bus war frontal mit einem querstehenden Holztransporter kollidiert. Beide Fahrzeuge fingen Feuer. Die Mehrheit der Businsassen konnte sich nicht aus dem Fahrzeug befreien, obwohl der Busfahrer noch kurz vor dem Zusammenprall die Türen geöffnet hatte. Zwei Autofahrer, die hinter dem Bus gefahren waren, versuchten noch die Fensterscheiben einzuschlagen, um den Insassen das Entkommen zu ermöglichen. |
| 30. Oktober 2015              | Erfurt, Deutschland                                                                    | überhöhte Geschwindigkeit |            | 1                    | 64, davon 20 schwer     | Bei Überholmanöver auf A4. Das vierjährige Kind einer begleitenden Lehrerin stirbt. Prozess gegen Busfahrer wegen fahrlässiger Tötung und Körperverletzung in 64 Fällen. |
| 25. März 2016                 | nahe Moulins (Allier), Frankreich                                                      | |            | 12                   | 3                       | Der Minibus kollidierte mit einem Lastwagen. Die beiden Insassen des Lastwagen wurden leicht verletzt, der Busfahrer des Minibus schwer. |
| 02. April 2016                | Trinidad (Kuba)                                                                        | falsche Höhe |            | 2–3 (je nach Quelle) | 28                      | Ein LKW touchierte eine Eisenbahnbrücke. Dabei stürzte der Container von der Ladefläche und traf den entgegenkommenden Bus. |
| 20. März 2016                 | in der Nähe von Tarragona                                                              | Übermüdung |            | 13                   | 28+                     | Der Busfahrer schlief bei der Fahrt ein und fuhr gegen die rechte Leitplanke. Er riss den Bus nach links und kam in den Gegenverkehr. Dort kippte der Bus um. |
| 06. Juni 2016                 | nahe der Stadt Osmaniye, Türkei                                                        | |            | 14                   | 24                      | Der Busfahrer verlor die Kontrolle über das Fahrzeug und dieses stürzte dann in einen Kanal. |
| 04. November 2016             | Zirler Berg (bei Tirol), Österreich                                                    | Verlust der Kontrolle (wird ermittelt) |            | 0                    | 14                      | Ein PKW geriet außer Kontrolle und krachte in den Bus eines deutschen Unternehmens. Dieser rollte die Straße herunter und kollidierte mit drei weiteren Autos. Der Busfahrer konnte durch seine Reaktion schlimmeres verhindern. Bei dem Unfall wurden die beiden Insassen des PKW schwer und zwölf im Bus leicht verletzt. Bei den Insassen des PKWs handelt es sich um eine 18 Jahre alte deutsche Fahranfängerin und ihre Mutter. |
| 23. Mai 2017                  | nahe Luangwa, Sambia                                                                   | überhöhte Geschwindigkeit, Verstoß gegen Verkehrsvorschriften |            | 17                   | 48                      | Ein vollbesetzter Bus kommt wegen überhöhter Geschwindigkeit in einer Kurve von der Fahrbahn ab und stürzt von einer Klippe. Da sich das Unglück in der Nacht ereignet hat, steht fest, dass der Fahrer gegen das gesetzliche Nachtfahrverbot im Bereich der Personenbeförderung verstoßen hat. |
| 03. Juli 2017                 | Bundesautobahn 9 zwischen Münchberg und Gefrees                                        | Auffahrunfall, menschliches Versagen des Fahrers |            | 18                   | 30                      | Ein Bus mit zumeist älteren Passagieren fährt auf einen LKW auf; der Anhänger des LKW und der Bus brennen völlig aus. Die Staatsanwaltschaft von Hof (Bayern) stellte fest, dass der Bus mit zwischen 60 und 70 km/h auf den LKW prallte. Dieser bremste wegen eines Staus auf 28 km/h ab. Der Treibstoff wurde durch elektrische Kurzschlüsse entzündet, die entweichende Druckluft wirkte brandbeschleunigend. Warum der Chauffeur des Busses nicht rechtzeitig bremste, konnte nicht geklärt werden. |
| 09. August 2017               | In einem Tunnel zwischen Chengdu und Luoyang, Provinz Shanxi, China                    | noch unbekannt |            | 36+                  | 13+                     | Kollision mit einer Tunnelwand. |
| 07. Oktober 2017              | Auf einer Schnellstraße nahe Antalya                                                   | noch unbekannt |            | 3                    | 11                      | Der Bus gerät ins Schleudern und überschlägt sich. |
| 14. Dezember 2017             | Auf einem Bahnübergang in der südfranzösischen Gemeinde Millas, Frankreich             | Kollision mit Personenzug; menschliches Versagen der Busfahrerin |            | 6                    | 17                      | Busunfall von Millas. Der mit 23 Kindern und Jugendlichen besetzte Schulbus fuhr trotz geschlossener Schranken in den mit automatischen Halbschranken ausgestatteten Bahnübergang ein, wurde von einem Regionalzug erfasst und in zwei Stücke gerissen. |
| 03. Januar 2018               | Überlandstraße nahe Pasamayo (70 Kilometer nördlich von Lima), Peru                    | überhöhte Geschwindigkeit |            | 51                   | 5                       | LKW rammt Bus bei Überholmanöver auf einer engen und kurvenreichen Küstenstrasse, Bus stürzt fast hundert Meter ab und bleibt am Strand liegen. |
| 06. April 2018                | Straßenkreuzung bei Armley, Saskatchewan (Kanada)                                      | Kollision mit Lastwagen an einer Kreuzung |            | 15                   | 14                      | 15 Mitglieder eines Eishockeyteams – zumeist Nachwuchsspieler – wurden bei diesem Unfall getötet. Die Kollision geschah an einer Kreuzung zweier Überlandstraßen. Der Unfall geschah tagsüber bei klarer Sicht. Der Highway 35, auf welcher der Team-Bus fuhr, hatte Vorfahrt und dessen Geschwindigkeitslimit betrug 100 km/h. Am Highway 335 befand sich ein großes Stopp-Schild sowie ein rotes Warnlicht; beide wurden nach einem tödlichen Unfall im Jahre 1997 installiert. |
| 09. April 2018                | Nahe Nurpur, Himachal Pradesh, Indien                                                  | Sturz in Schlucht |            | 30                   | ?                       | Ein Schulbus stürzte im gebirgigen Ostteil des Bundesstaates in eine rund 61 m tiefe Schlucht. Dabei starben 27 Schulkinder, zwei Lehrer und der Chauffeur. Der Bus transportierte rund 40 Schüler. |
| 27. Juni 2018                 | Bundesautobahn 5 bei Karlsruhe                                                         | Kollision mit Müllwagen |            | 1                    | 30                      | Ein Reisebus kollidiert auf der A 5 ca. 500 Meter vor der Anschlussstelle Ettlingen mit einem Müllwagen. |
| 17. August 2018               | A19 bei Malchow, Deutschland                                                           | Abkommen von der Fahrbahn |            | 0                    | 16                      | Ein Doppeldecker-Flixbus kam von der Fahrbahn ab und stürzte auf der Strecke Schweden–Kopenhagen–Rostock–Berlin in einen Graben am rechten Fahrbahnrand. Es gab 16 Verletzte, sechs davon schwer. An Bord waren 55 Passagiere. |
| 24. August 2018               | Kronberg-Oberhöchstadt (Hochtaunuskreis, Hessen) Ballenstedter Straße / Sodener Straße | |            | 0                    | 3                       | ein PKW kam von der Fahrbahn ab, woraus ein Unfall resultierte. Der Fahrer des Busses, der einzige Fahrgast und der Fahrer des PKW wurden in ein Krankenhaus verbracht. |
| 6. Oktober 2018               | Schoharie County, New York, USA                                                        | Hohe Geschwindigkeit, Stoppschild überfahren |            | 20                   |                         | Eine Stretchlimousine basierend auf einem 2001er Ford Excursion fuhr mit angeblich über 60 mph (97 km/h) einen abschüssigen Teil der State Route 30 hinunter, und scheiterte dabei, am Stoppschild bei der Einmündung in die State Route 30A anzuhalten. Die Limousine kollidierte auf der anderen Straßenseite, auf dem Parkplatz des „Apple Barrel Country Store & Cafe“, mit einem Toyota Highlander, der wiederum zwei Fußgänger erfasste. Der Chauffeur der Limousine besaß keinen Ausweis für den beruflichen Transport von Passagieren, und das Fahrzeug hätte, aufgrund einer nicht bestandenen technischen Untersuchung im September, gar nicht unterwegs sein dürfen. Es war das schwerste Unglück im Staat New York seit Februar 2009. |
| 15. November 2018             | Ammerndorf bei Fürth, Deutschland                                                      | Frontalkollision |            | 0                    | 40                      | Zwei Busse kollidierten frontal auf der Landstraße, in einem saßen viele Schulkinder. |
| 02. Dezember 2018             | Bundesautobahn 3 zwischen Bad Camberg und Idstein, Deutschland                         | Brand eines Reisebusses von Flixbus |            | 0                    | 0                       | Gegen 22:30 Uhr brannte auf der A3 zwischen den Anschlussstellen Bad Camberg und Idstein ein mit 48 Fahrgästen besetzter Reisebus, der sich auf dem Weg von Amsterdam nach Frankfurt/Main befand, völlig aus. Der Brand entstand am Fahrzeugheck, dort fing der Motor zunächst Feuer und griff letztlich auf den Fahrgastraum über. Bevor der Brand den Fahrgastraum erreichte, konnten sich die Fahrgäste und der Busfahrer ins Freie begeben, so dass keine Personen verletzt worden sind. Die Schadenshöhe durch die Brandbeschädigungen beträgt laut Polizei etwa 200.000 EUR. In dem Rückstau ereigneten sich zwei Folgeunfälle. |
| 15. Dezember 2018             | Autobahn A3, Stadt Zürich (47.36419°N, 8.52290°E), Schweiz                             | Kollision mit Mauer |            | 2                    | 41                      | Um 4:15 Uhr morgens war ein Bus im Auftrag von Flixbus von Genua nach Düsseldorf unterwegs. In Zürich zweigt die Autobahn A3 oberhalb der Sihl ab; der Bus geriet auf der leicht mit Schnee bedeckten Fahrbahn ins Schleudern und auf den niemals fertig gebauten Stummel der Autobahn (Zürcher Expressstrassen-Y), dessen Ende mit einer Mauer begrenzt ist. Eine 37 Jahre alte Italienerin wurde bei der Kollision aus dem Bus geschleudert, ihr Leichnam wurde im Flussbett gefunden. Drei Menschen wurden schwer verletzt, darunter der Chauffeur. Der Bus war mit Winterreifen unterwegs. Schon mehrmals gerieten Fahrzeuge in die Sackgasse; im März 2016 durchbrach ein Lastwagen die Mauer und stürzte in den Fluss. Der nicht zu befahrende Autobahnstummel ist mit Linien und schraffierten Flächen markiert, was den Vorschriften entspricht, jedoch bei Schnee kaum zu erkennen ist. Der über der Sihl liegende Stummel wird von Polizei und Rettungskräften gerne genutzt, um auf der Autobahn die Richtung wechseln zu können. Später verstarb auch der Chauffeur, der während des Unglücks nicht am Steuer saß. |
| 21. Dezember 2018             | Bahnübergang bei Niš, Serbien                                                          | Kollision mit Zug auf Bahnübergang |            | 5                    | 13+                     | Auf einem Bahnübergang wurde ein Bus, der zum Teil Schüler transportierte, von einem Zug in zwei Teile gerissen. Zwei Personen starben auf der Stelle, drei weitere nach ärztlicher Versorgung. |
| 11. Januar 2019               | Ottawa, Kanada                                                                         | Unbekannt |            | 3                    | 23                      | Ein Doppeldeckerbus prallte beim Abbiegen mit einer Bushaltestelle zusammen, dabei riss das Dach des Busses teilweise ab, drei Passagiere starben und 23 Personen wurden verletzt. Der Busfahrer wurde festgenommen, weil er nicht mit der Polizei kooperieren wollte, später aber wieder freigelassen. |
| 17. April 2019                | Caniço, Madeira, Portugal                                                              | noch ungeklärt | MAN-Irizar | 29+                  | 27-                     | Busunfall auf Madeira 2019. Der Bus kam bei einer Verzweigung von der Straße ab und überschlug sich auf einem Abhang. Nach Angaben des Bürgermeisters war der Bus mit deutschen Touristen besetzt. |
| 19. Mai 2019, gegen 17:30 Uhr | Autobahn 9, zwischen Leipzig-West und Bad Dürrenberg, Deutschland                      | Die Staatsanwaltschaft hat die Ermittlungen gegen den Busfahrer eingestellt. Laut einem Gutachten habe ein medizinisches Problem bei dem 60 Jahre alten Fahrer vorgelegen. Das habe dazu geführt, dass der Mann den Bus nicht mehr beherrschen konnte.          |            | 1                    | 73, sieben davon schwer | Ein Fahrzeug von Flixbus war zwischen Berlin und München unterwegs, überschlug sich und blieb auf der Seite liegen. Andere Fahrzeuge waren am Unfall nicht beteiligt. |
| 06. Juni 2019, abends         | Autobahn zwischen Maskat, Oman und Dubai                                               | |            | 17                   | 5                       | Der Bus touchiert eine Höhenbegrenzung auf einer Schnellstraße, dabei wird die obere linke Hälfte des Doppelstockbuses fast komplett abgerissen. 17 Menschen kamen ums Leben, fünf wurden schwer verletzt. |
| 20. Juni 2019                 | Kullu, Indien                                                                          | Abkommen von der Fahrbahn |            | 44                   | 28                      | Ein überfüllter Bus kommt im nordindischen Bundesstaat Himachal Pradesh von der Straße ab und stürzt in eine 150 m tiefe Schlucht. |
| 20. September 2019            | Utah, USA                                                                              | |            | 4                    | 30                      | Ein Bus mit chinesischen Touristen kippte nahe dem Bryce-Canyon-Nationalpark in Utah um. Vier Personen starben, 30 wurden schwer verletzt. |
| 22. September 2019            | Gilgit-Baltistan, Pakistan                                                             | Bremsversagen |            | 26                   | 12                      | Ein Bus, dessen Passagiere sich auf dem Weg nach Rawalpindi befanden, fuhr in der abgelegenen Region Gilgit-Baltistan aufgrund von Bremsversagen gegen einen Hügel. 26 Passagiere kamen ums Leben, mindestens zwölf weitere wurden verletzt. |
| 22. September 2019            | Limpopo, Südafrika                                                                     | |            | 11                   |                         | Bei einem Frontalzusammenstoß zweier Minibusse auf der R37 im Nordosten Südafrikas starben alle elf Fahrgäste. |
| 06. Oktober 2019              | bei Narbonne, Frankreich                                                               | |            | 1                    | 17                      | Ein Flixbus kam auf dem Weg von Barcelona nach Bordeaux von der Straße ab. Dabei starb eine Person und 17 wurden verletzt. |
| 03. November 2019             | Autoroute 1, nahe Amiens, Frankreich                                                   | |            |                      | 33                      | Nach Informationen der Zeitung „Courrier Picard“ geriet der Bus von Flixbus in einer Kurve auf der nassen Fahrbahn ins Schleudern, krachte gegen eine Absperrung und kippte um. In dem Bus waren inklusive Fahrer 33 Insassen. Insgesamt erlitten 29 Passagiere leichte und vier Personen schwere Verletzungen. |
| 21. November 2019             | Wiesbaden, am Hauptbahnhof, Deutschland                                                | Menschliches Versagen hat nach derzeitigem Informationsstand (August 2020) zu dem Unfall geführt. Das gehe aus dem unfallanalytischen Gutachten und dem Abschlussbericht der Polizei hervor. Beide Untersuchungen lägen der Wiesbadener Staatsanwaltschaft vor. |            | 1                    | 23                      | Der Linienbus Bus der Wiesbadener Stadtwerke (ESWE) war nach einem Stopp an der Bahnhofstraße über den Kaiser-Friedrich-Ring in Richtung Hauptbahnhof gefahren und hatte sechs Autos und einen Bus der Mainzer Verkehrsgesellschaft gerammt, bevor er in eine Haltestelle krachte. |
| 28. Januar 2020               | Nashik, Indien                                                                         | Sturz in Brunnenschacht nach Kollision |            | 26                   | 32                      | Nach einer Kollision mit einer Rikscha stürzt ein Bus in einen Brunnen. |
| 07. Juli 2020                 | Anshun, China                                                                          | Fahrt unter Alkoholeinfluss |            | 21                   | 16                      | Aus Frust über den Abriss seines Hauses lenkte der alkoholisierte Busfahrer das Gefährt über sechs Fahrspuren des Highways, durchbrach die Leitplanke und ließ den Bus in den Hongshan-See stürzen. |
| 04. Dezember 2020             | João Monlevade, Brasilien                                                              | Sturz von Brücke nach Bremsversagen |            | 16                   |                         | Bei einem nicht für die Beförderung von Personen zugelassener Bus versagten die Bremsen. Bereits vor dem Unfall war das Busunternehmen wegen mangelhafter Fahrzeuge aufgefallen. |
| 26. Dezember 2020             | Makénéné, Kamerun                                                                      | Sturz zweier Busse von einer Brücke in einen Fluss |            | 40                   | 20                      | Auf einer Brücke kollidierte ein Lkw mit einem Bus, welcher von der Brücke in einen Fluss stürzte. Ein zweiter Bus stürzte ebenfalls in den Fluss, als er die Menschentraube umfahren wollte, welche sich an der Unfallstelle gebildet hatte. |

### 2021
| Datum             | Ort                                         | Ursache                                                         | Hersteller | Tote | Verletzte | Hergang |
| ----------------- | ------------------------------------------- | --------------------------------------------------------------- | ---------- | ---- | --------- | --- |
| 27. Januar 2021   | Dschang, Kamerun                            | Kollision mit einem Kraftstofflastwagen mit nachfolgendem Brand |            | 53   | 29        | Bei Dschang kollidierte um 0:30 in der Nacht der überbesetzte Bus, welcher für 70 Personen zugelassen war, mit einem Lkw. Der nur noch bedingt verkehrssichere Lkw hatte Kraftstoffe geladen, was zu einem Brand führte. |
| 15. Februar 2021  | Madhya Pradesh, Indien                      | Sturz von einer Brücke in einen Kanal                           |            | 37   |           | Ein Bus mit 50 Fahrgästen stürzte von einer Brücke in den darunterliegenden Kanal, 37 Personen starben. Der Bus wurde später mit der Hilfe von zwei Kränen geborgen. |
| 02. März 2021     | Imperial County                             | Kollision nach Missachtung der Vorfahrt                         | Ford       | 13   | 13        | Ein 25 mexikanische Migranten transportierender Ford Expedition stieß an einer Straßenkreuzung mit einem Sattelzug zusammen, nachdem der Fahrer des SUV ein Stoppschild missachtet hatte. Der Wagen kam aus Richtung Mexiko und hatte die Grenze zuvor illegal durch ein Loch in einem Zaun durchquert. 13 Menschen kamen bei dem Unfall ums Leben, 13 weitere wurden verletzt. |
| 05. März 2021     | nahe Atfih, Ägypten                         | Technisches Versagen (des Lkw)                                  |            | 18   | 5         | Bei einem Zusammenstoß zwischen einem Lastwagen und einem Minibus starben 18 Menschen. Ein Reifen des Lkw war explodiert, woraufhin der Lastwagen umkippte und mit dem Bus kollidierte. Der Fahrer des Lkw wurde festgenommen. |
| 10. März 2021     | Java, Indonesien                            | Unbekannt                                                       |            | 27   |           | Ein Bus mit 66 Passagieren, der von einer religiösen Pilgerstätte zurückkehrte, stürzte von einer kurvigen, schlecht beleuchteten Straße in eine Schlucht hinab. 27 Menschen kamen ums Leben, darunter der Fahrer des Busses und mehrere Kinder. |
| 04. April 2021    | Jiangsu, Volksrepublik China                | Kollision mit Lkw                                               |            | 11   | 19        | Bei einer Kollision zwischen einem Passagierbus und einem Lastwagen kamen 11 Menschen ums Leben, 19 wurden verletzt. Der Lastwagen war am frühen Morgen auf der Autobahn Shenyang-Haikou auf die Gegenfahrbahn geraten und dort mit dem Bus kollidiert, woraufhin dieser sich überschlug. Zwei weitere Lastwagen verunfallten bei dem Versuch, dem Bus auszuweichen.            |
| 07. April 2021    | nahe Caborca, Sonora, Mexiko                | Frontalkollision                                                |            | 16   | 14        | Vor einer Goldmine im Bundesstaat Sonora nahe einem Grenzübergang nach Arizona stießen zwei Shuttle-Busse mit Bergarbeitern frontal zusammen. Alle 16 Passagiere des kleineren Busses kamen ums Leben, 14 weitere wurden im zweiten Bus verletzt. |
| 09. April 2021    | Kiwawa, Kwilu, Demokratische Republik Kongo |                                                                 |            | 40   | 31        | In der Provinz Kwilu kippte ein Bus um und fing Feuer. 40 Menschen verbrannten, 9 der 31 Überlebenden wurden schwer verletzt. |
| 12. April 2021    | Ancash, Peru                                |                                                                 |            | 20   | 14        | Ein Passagierbus geriet ins Schleudern und kippte um. 20 Menschen starben, 14 wurden verletzt. |
| 14. April 2021    | Asyut, Ägypten                              |                                                                 |            | 20   | 3         | Ein aus Richtung Kairo kommender Passagierbus stieß bei einem Überholversuch mit einem Lastwagen zusammen kippte um. Beide Fahrzeuge fingen anschließend Feuer. 20 Menschen starben, 3 wurden verletzt. |
| 18. Juni 2021     | Ayacucho, Peru                              |                                                                 |            | 17   | 14        | Ein Passagierbus mit Bergarbeitern kam von der Straße ab und stürzte in eine Schlucht. 17 Arbeiter starben, 14 wurden verletzt. |
| 11. Juli 2021     | Muradiye, Türkei                            |                                                                 |            | 12   | 26        | Ein Minibus mit Migranten aus Afghanistan, Bangladesch und Pakistan stürzte in einen Graben und fing Feuer. 12 Menschen starben, 26 wurden verletzt. |
| 25. Juli 2021     | nahe Slavonski Brod, Kroatien               | Menschliches Versagen                                           |            | 10   | 44        | Ein Passagierbus verunglückte auf der Route Frankfurt am Main – Prishtina. Der Bus war von der Autobahn abgekommen, da der Fahrer eingeschlafen war. 10 Menschen kamen ums Leben, 44 wurden verletzt. Der Busfahrer wurde anschließend festgenommen. |
| 26. Juli 2021     | Gansu, Volksrepublik China                  |                                                                 |            | 13   | 45        | Ein Bus mit 63 Arbeitern kippte auf der Autobahn Qingdao–Lanzhou um. 13 Menschen starben, 45 wurden verletzt. Zwei Busfahrer und ein Arbeitsunternehmer wurden festgenommen. |
| 28. Juli 2021     | Barabanki, Indien                           |                                                                 |            | 18   | 30+       | Ein Bus mit Wanderarbeitern blieb aufgrund von Überladung liegen. In den frühen Morgenstunden stieß ein Lastwagen mit dem stehenden Bus zusammen. 18 Menschen kamen ums Leben, mindestens 30 wurden verletzt. |
| 31. Juli 2021     | Demokratische Republik Kongo                | Zusammenstoß mit Tankwagen                                      |            | 33   |           | Ein Tankwagen stieß mit einem Passagierbus zusammen, 33 Menschen starben. |
| 15. August 2021   | nahe Budapest, Ungarn                       |                                                                 |            | 8    | Dutzende  | Auf der Autópálya M7 westlich von Budapest kippte ein Passagierbus um und fuhr in den Pfeiler einer Überführung. Acht Menschen starben, dutzende wurden verletzt. |
| 31. August 2021   | Lima, Peru                                  | Überhöhte Geschwindigkeit                                       |            | 32   | 20+       | Ein Bus mit 63 Fahrgästen stürzte etwa 60 Kilometer östlich von Lima von einer Klippe hinunter in einen etwa 200 Meter tiefen Abgrund. |
| 12. Oktober 2021  | Mugu, Nepal                                 | vermutlich Bremsversagen                                        |            | 28   | 12+       | Ein Bus kam von der Straße ab und stürzte einen Hügel hinab. 28 Menschen kamen ums Leben, mehr als ein Dutzend weitere wurden verletzt. |
| 03. November 2021 | Asad Kaschmir, Pakistan                     | Technisches Versagen                                            |            | 22   |           | Ein Passagierbus kam von der Straße ab und stürzte in eine Schlucht. 22 Menschen kamen ums Leben, als Ursache wurde ein technisches Problem vermutet. |
| 23. November 2021 | bei Pernik, Bulgarien                       |                                                                 |            | 46   | 7         | Reisebus aus Nordmazedonien in Brand geraten. Die Ursache konnte wegen der extremen Zerstörung und mangels Zeugen nicht ermittelt werden. Die wenigen Überlebenden waren vom Unglück im Schlaf überrascht worden: Busunglück bei Pernik. |
| 26. November 2021 | Municipio Joquicingo, Mexiko                | Bremsversagen                                                   |            | 19   | 30        | Ein Passagierbus mit christlichen Pilgern kam von der Straße ab und prallte in ein Gebäude. 19 Menschen kamen ums Leben, 30 wurden verletzt. Augenzeugen zufolge hatten die Bremsen des Fahrzeugs nicht funktioniert. |
| 04. Dezember 2021 | Mwingi, Kenia                               | Menschliches Versagen                                           |            | 19   | 30        | Ein Bus mit Chorsängern wurde auf dem Weg zu einer Hochzeit auf einer Brücke über einen Fluss von der Strömung erfasst. Mindestens 23 Menschen kamen ums Leben, 12 konnten gerettet werden. |
| 07. Dezember 2021 | Oblast Tschernihiw, Ukraine                 |                                                                 |            | 13   |           | Bei dem Zusammenstoß zwischen einem Minibus und einem Lkw kamen 13 Menschen ums Leben. |
| 09. Dezember 2021 | Chiapas, Mexiko                             | Überhöhte Geschwindigkeit, Überladung                           |            | 55+  | 105       | Ein Lastwagen mit mehr als 100 Migranten an Bord fuhr gegen eine Fußgängerbrücke, 55 Menschen starben und 105 wurden verletzt. |

### 2022
| Datum           | Ort                                 | Ursache                         | Hersteller | Tote | Verletzte | Hergang |
| --------------- | ----------------------------------- | ------------------------------- | ---------- | ---- | --------- | --- |
| 08. Januar 2022 | Gouvernement Dschanub Sina, Ägypten |                                 |            | 16   | 18        | Zwei Busse kollidierten auf der Straße zwischen Sues und at-Tur. 16 Menschen kamen ums Leben, 18 wurden verletzt. |
| 15. März 2022   | Andrews County, Vereinigte Staaten  |                                 |            | 9    |           | Bei einem Frontalzusammenstoß zwischen einem Pick-up und einem Van mit Golfspielern der University of the Southwest kamen 9 Menschen ums Leben, darunter 6 Studenten, ein Mitglied der Fakultät und Fahrer und Beifahrer des Pick-ups. Der Pick-up war auf die Gegenfahrbahn geraten und hatte den Van gerammt. |
| 19. März 2022   | Morogoro, Tansania                  |                                 |            | 22   | 38        | Ein Passagierbus stieß frontal mit einem im Überholvorgang befindlichen Lastwagen zusammen. 22 Menschen starben, 38 wurden verletzt. |
| 13. April 2022  | Papua Barat, Indonesien             |                                 |            | 18   |           | Der Fahrer eines mit 29 Minenarbeitern überladenen Lastwagens verlor auf abschüssiger Strecke die Kontrolle über das Fahrzeug, welches bei einem Bremsversuch mit einer Klippe kollidierte und anschließend umkippte. 18 Menschen, darunter ein Kleinkind, kamen ums Leben.                                     |
| 15. April 2022  | Chipinge, Simbabwe                  | Überladung                      |            | 35   | 71        | Ein Passagierbus kam auf dem Weg zu einer Osterfeier von der Straße ab und stürzte in eine Schlucht. 35 Menschen starben bei dem Unglück, 71 weitere wurden verletzt. |
| 20. April 2022  | Bauchi, Nigeria                     | Überhöhte Geschwindigkeit       |            | 20   | 1         | Ein Minibus kollidierte auf einer Fernstraße mit einem Pkw. 20 Personen verbrannten, ein Mensch überlebte verletzt. |
| 4. Mai 2022     | Oblast Riwne, Ukraine               |                                 |            | 26   |           | Bei dem Zusammenstoß zweier Busse und eines Tanklasters mit anschließender Explosion kamen 26 Personen ums Leben. |
| 4. Mai 2022     | Fort Portal, Uganda                 |                                 |            | 20   |           | Ein Bus kam auf einer Fernstraße nach Kampala von der Fahrbahn ab und stürzte in eine Teeplantage, 20 Menschen kamen ums Leben. |
| 16. Mai 2022    | Mojokerto, Indonesien               | vermutlich Sekundenschlaf       |            | 14   | 19        | Ein Bus mit Touristen fuhr auf einer Mautstraße in eine Werbetafel. 14 Menschen kamen ums Leben, 19 wurden verletzt. Als Ursache des Unglücks wird Übermüdung des Fahrers vermutet. |
| 19. Mai 2022    | Jalisco, Mexiko                     | vermutlich technisches Versagen |            | 14   | 20        | Ein Bus mit Arbeitern eines Beerenherstellers verunfallte aufgrund von Bremsversagen. 14 Menschen starben, 20 wurden verletzt. Als Ursache des Unglücks wird Übermüdung des Fahrers vermutet. |
| 05. Juni 2022   | Uttarakhand, Indien                 |                                 |            | 26   | 4         | Ein Bus mit 29 Passagieren stürzte in eine Schlucht. 26 Menschen kamen ums Leben, 4 überlebten verletzt. |
| 17. Juni 2022   | Chiapas, Mexiko                     |                                 |            | 9    | 40        | Ein Bus kippte auf dem Rückweg von einer religiösen Veranstaltung um. 9 Menschen starben, 40 wurden verletzt. |
| 03. Juli 2022   | Sherani, Pakistan                   |                                 |            | 20   | 13        | Ein Bus stürzte auf dem Weg von Rawalpindi nach Quetta in einen tiefen Abgrund. 20 Menschen starben, 13 wurden verletzt. |
| 04. Juli 2022   | Kullu, Indien                       |                                 |            | 16   |           | Ein Passagierbus rutschte von einer Bergstraße ab und fiel in eine Schlucht, 16 Menschen starben. |
| 19. Juli 2022   | al-Minya, Ägypten                   |                                 |            | 23   | 30        | Ein Bus prallte in einen geparkten Lastwagen. 23 Menschen kamen ums Leben, 30 wurden verletzt. |
| 24. Juli 2022   | Nairobi, Kenia                      | vermutlich Bremsversagen        |            | 34   | 11        | Ein Passagierbus aus Meru County stürzte von einer Brücke 40 Meter tief in einen Fluss. 23 Menschen kamen ums Leben, 30 wurden verletzt. Als Ursache des Unglücks wird Bremsversagen vermutet. |
| 28. Juli 2022   | Estelí, Nicaragua                   | Überhöhte Geschwindigkeit       |            | 34   | 11        | Ein Passagierbus kollidierte aufgrund überhöhter Geschwindigkeit mit zwei Fahrzeugen und stürzte anschließend einen Steilhang hinab. 15 Menschen, darunter 13 Venezolaner, kamen ums Leben und 47 wurden verletzt.                                                                                              |
| 6. Oktober 2022 | Berlin                              | menschliches Versagen           |            |      | 5+        | Doppelstock-Bus an Brücke hängen geblieben. Oberdeck erheblich beschädigt. Ausgeschilderte Durchfahrt-Höhe der Brücke nicht beachtet. |

### 2023
| Datum             | Ort                                       | Ursache                                                      | Hersteller         | Tote | Verletzte | Hergang |
| ----------------- | ----------------------------------------- | ------------------------------------------------------------ | ------------------ | ---- | --------- | --- |
| 04. Januar 2023   | Bauchi, Nigeria                           | Überhöhte Geschwindigkeit                                    |                    | 18   |           | Aufgrund überhöhter Geschwindigkeit stießen ein Minibus und ein Sattelanhänger frontal zusammen. 18 Menschen wurden bis zur Unkenntlichkeit verbrannt. |
| 05. Januar 2023   | Yamoussoukro, Elfenbeinküste              |                                                              |                    | 14   | Dutzende  | Am Stadtrand von Yamoussoukro stieß ein Bus auf dem Weg zu einer Beerdigung mit einem anderen Bus zusammen. 14 Menschen, darunter beide Busfahrer, starben und dutzende wurden verletzt. |
| 06. Januar 2023   | Uganda                                    |                                                              |                    | 16   | 21        | Ein Bus kollidierte nachts mit einem abgestellten Lkw-Anhänger, 16 Personen kamen ums Leben, 21 wurden verletzt. |
| 07. Januar 2023   | nahe Lwakhakha, Kenia                     | Überhöhte Geschwindigkeit                                    |                    | 21   | 49        | Ein Bus verunfallte auf dem Weg nach Nairobi kurz hinter der kenianisch-ugandischen Grenze. Der Fahrer hatte, vermutlich aufgrund überhöhter Geschwindigkeit, zuvor die Kontrolle über den Bus verloren, welcher von der Straße abkam. 21 Menschen starben, 49 wurden verletzt. |
| 08. Januar 2023   | Region Kaffrine, Senegal                  | Technisches Versagen                                         |                    | 40   | 101       | Zwei Busse stießen nahe Kaffrine auf der N 1 zusammen, nachdem einer der Busse aufgrund einer Reifenpanne auf die Gegenfahrbahn geraten war. 40 Menschen starben, 101 wurden verletzt. Premierminister des Senegal Amadou Ba kündigte als Folge ein Importverbot gebrauchter Reifen, ein Verbot des Nachtbus-Verkehrs zwischen 23 und 5 Uhr und ein Tempolimit von 90 km/h für Transporte von Personen und Gütern an. |
| 16. Januar 2023   | Region Louga, Senegal                     |                                                              |                    | 22   | 20        | Ein überladener Passagierbus und ein Lastwagen kollidierten, 22 Menschen starben und 20 wurden verletzt. |
| 26. Januar 2023   | nahe Oum Hadjer, Tschad                   | Menschliches Versagen, Überladung, Überhöhte Geschwindigkeit |                    | 20   |           | Ein Passagierbus mit 30 Fahrgästen stieß nachts mit einem liegen gebliebenen Lastwagen zusammen. Der Regierung zufolge war eine Kombination aus Überladung, überhöhter Geschwindigkeit, Übermüdung und rücksichtsloser Fahrweise des Busfahrers die Ursache für das Unglück, bei dem 20 Menschen starben. |
| 28. Januar 2023   | Distrikt El Alto, Peru                    |                                                              |                    | 24   |           | Ein Passagierbus mit 60 Fahrgästen stürzte von einer Klippe, 24 Menschen kamen ums Leben. |
| 29. Januar 2023   | Lasbela, Pakistan                         | Überhöhte Geschwindigkeit / Technisches Versagen             |                    | 41   | 2         | Ein Bus mit 43 Passagieren fiel auf der Route Karatschi-Quetta in eine Schlucht und fing Feuer. 41 Menschen kamen ums Leben, 2 wurden schwer verletzt. Als Ursache des Unfalls wird entweder überhöhte Geschwindigkeit oder technisches Versagen vermutet. |
| 29. Januar 2023   | Dassa-Zoumè, Benin                        |                                                              |                    | 22   | 21        | Bei einem Zusammenstoß zwischen einem Bus und einem Lkw kamen 22 Menschen ums Leben, 21 wurden verletzt. |
| 14. Februar 2023  | Louis Trichardt, Südafrika                |                                                              |                    | 20   | 68        | Ein Tourbus stieß auf einer Autobahnbrücke der National Route 1 frontal mit einem gepanzerten Geldtransporter zusammen und stürzte anschließend in einen Fluss. 20 Menschen kamen ums Leben, 68 wurden verletzt. |
| 15. Februar 2023  | Provinz Chiriquí, Panama                  | menschliches Versagen                                        |                    | 39   | 30        | Der Fahrer eines hauptsächlich mit Migranten besetzten Busses verlor nach einer missglückten Kehrtwende die Kontrolle über das Fahrzeug, welches von der Straße abkam, und in die darunterliegende Schlucht auf einen dort befindlichen Minibus hinabstürzte. 39 Personen kamen ums Leben, 30 weitere wurden verletzt.                                                                                                |
| 19. Februar 2023  | Chakwal, Pakistan                         |                                                              |                    | 14   | 64        | Der Fahrer eines Passagierbusses, der eine Hochzeitsgesellschaft über die M-2 von Islamabad nach Lahore transportierte, verlor aufgrund von Bremsversagen die Kontrolle über das Fahrzeug, welches anschließend mit zwei Autos von der Gegenfahrbahn kollidierte. 14 Menschen kamen ums Leben, 64 wurden verletzt. |
| 25. Februar 2023  | Schladming, Österreich                    | Ursache unklar                                               |                    | 1    | 8         | Der Bus mit 32 Insassen war in einer Kehre bei Schladming von der Fahrbahn abgekommen. Das Fahrzeug stürzte eine Böschung hinunter, überschlug sich und kam auf dem Dach eines Firmengebäudes zum Liegen. |
| 4. März 2023      | Corps (Isère), Frankreich                 | vermutlich medizinischer Notfall                             |                    | 0    | 21        | Der Fahrer eines Schulbusses verlor, vermutlich aufgrund eines medizinischen Notfalls, die Kontrolle über sein Fahrzeug, welches einen bewaldeten Hang hinabstürzte. Der Fahrer und sein Partner wurden schwer verletzt, ein weiterer Erwachsener und 18 Grundschüler erlitten leichte Verletzungen. |
| 9. März 2023      | Lagos, Nigeria                            |                                                              |                    | 6    | 79        | Bei der Kollision zwischen einem Pendlerzug und einem Bus mit Beamten kamen sechs Personen ums Leben, 79 weitere wurden verletzt, davon 29 schwer. |
| 19. März 2023     | Madaripur (Distrikt), Bangladesch         | überhöhte Geschwindigkeit und technischer Defekt             |                    | 19   | 25        | Aufgrund erhöhter Geschwindigkeit rutschte ein Bus von der Straße in einen Graben. 19 Menschen starben, 25 wurden verletzt. |
| 27. März 2023     | Provinz Asir, Saudi-Arabien               | technischer Defekt                                           |                    | 20   | 29        | Ein Bus mit Pilgern fuhr gegen eine Brücke, überschlug sich und ging in Flammen auf. 20 Menschen kamen ums Leben und 29 wurden verletzt. |
| 29. April 2023    | Nayarit, Mexiko                           |                                                              |                    | 18   | 33        | Ein Bus kam auf der Autobahn zwischen Tepic und Puerto Vallarta von der Straße ab und stürzte 15 Meter in eine Schlucht. 18 Passagiere kamen ums Leben, 33 wurden verletzt. |
| 03. Mai 2023      | Gouvernement al-Wadi al-dschadid, Ägypten |                                                              |                    | 17   | 29        | Ein Passagierbus und ein Schwerlastzug kollidierten auf einer Fernstraße in der Wüste. 17 Menschen kamen ums Leben, 29 wurden verletzt. |
| 14. Mai 2023      | nahe Ciudad Victoria, Mexiko              |                                                              |                    | 26+  |           | Bei der Kollision zwischen einem Bus und einem Lastwagen kamen mindestens 26 Menschen ums Leben. Der Fahrer des Lkw beging anschließend vermutlich Fahrerflucht. |
| 30. Mai 2023      | Jammu und Kashmir, Indien                 |                                                              |                    | 10   | 57        | Ein Bus mit Vaishno-Devi-Pilgern stürzte in eine Schlucht. 10 Menschen starben, 57 wurden verletzt. |
| 03. Juni 2023     | Karonga, Malawi                           |                                                              |                    | 25   | 12        | Ein Lastwagen, der 80 Personen transportierte, kollidierte mit der Straßenböschung und kippte um. 25 Menschen, darunter mehrere Spieler eines Fußballvereins, kamen ums Leben und 12 wurden verletzt. |
| 11. Juni 2023     | Hunter Valley, Australien                 | Menschliches Versagen                                        | Volvo B7R          | 10   | 25        | Ein Bus mit Hochzeitsgästen kippte auf dem Weg nach Singleton an einem Kreisverkehr um. 10 Menschen kamen ums Leben, 25 wurden verletzt ins Krankenhaus gebracht. Der Busfahrer wurde unter dem Vorwurf einer „gefährlichen“ und „fahrlässigen Fahrweise“ festgenommen. |
| 15. Juni 2023     | Carberry, Kanada                          |                                                              |                    | 15   | 10        | Ein Bus stieß auf dem Weg zu einem Casino an der Kreuzung von Manitoba Highway 5 und Manitoba Highway 1 mit einem Sattelzug zusammen. 15 Menschen kamen ums Leben, 10 wurden verletzt. |
| 16. Juni 2023     | Hongcheon, Südkorea                       |                                                              |                    | 0    | 80        | Bei einer Massenkarambolage mit drei Schulbussen auf einer Autobahn nahe Seoul wurden 75 Schüler und 5 Lehrkräfte verletzt, die sich auf einem Schulausflug befanden. |
| 30. Juni 2023     | Kericho County, Kenia                     |                                                              |                    | 52   | 30        | Der Fahrer eines mit Containern beladenen Lkw verlor die Kontrolle über sein Fahrzeug und rammte mehrere Fahrzeuge und Personen, darunter mehrere Minibusse und Bodabodas. 52 Menschen kamen bei dem Unfall ums Leben, 30 wurden verletzt. |
| 01. Juli 2023     | Buldhana, Indien                          |                                                              |                    | 26   | 7         | Ein Bus mit Hochzeitsgästen fuhr auf der Autobahn zwischen Mumbai und Nagpur gegen einen Pfosten, stürzte um und ging in Flammen auf. 26 der 33 Passagiere starben, 7 überlebten verletzt. |
| 03. Oktober 2023  | Venedig, Italien                          |                                                              |                    | 21   | 15        | Ein elektrisch betriebener Shuttlebus für Touristen fiel gegen 19:30 Uhr von einer Eisenbahnüberführung im Stadtteil Mestre etwa 10 m in die Tiefe. Die Batterie des Fahrzeugs entzündete sich. Die Feuerwehr konnte deswegen zunächst nicht eingreifen. |
| 06. Oktober 2023  | Oaxaca, Mexiko                            |                                                              |                    | 16   | 29        | Ein Bus mit haitianischen und venezolanischen Migranten kippte in einer engen Straßenkurve um. 16 Menschen starben, 29 wurden verletzt. |
| 13. Oktober 2023  | Landkreis Mühldorf am Inn, Deutschland    | Überladung, Überhöhte Geschwindigkeit                        | Mercedes-Benz Vito | 7    | 16        | Der Fahrer eines Vans mit etwa 20 Passagieren versuchte, auf der A 94 einer Polizeikontrolle zu entgehen, beschleunigte stark und verlor auf einer Autobahnausfahrt die Kontrolle über das Fahrzeug. 7 Menschen kamen ums Leben, 16 wurden verletzt. Die Polizei vermutet Menschenschmuggel. Der stark überladene Van war für den Transport von maximal 9 Personen zugelassen.                                        |
| 28. Oktober 2023  | Gouvernement al-Buhaira, Ägypten          | Ölspur                                                       |                    | 32+  | 63+       | Auf der Fernstraße Kairo–Alexandria kam es morgens ca. 130 km nördlich von Kairo zu einer Karambolage mehrerer Fahrzeuge, darunter eines Reisebusses. Mehrere Fahrzeuge fingen Feuer; zahlreiche der Opfer verbrannten. |
| 14. November 2023 | Licking County, Vereinigte Staaten        |                                                              |                    | 6    | 18        | Bei dem Zusammenstoß mehrerer Fahrzeuge auf der Interstate 70 fuhr ein Sattelzug auf den Reisebus einer Schülergruppe auf. 6 Menschen starben, 18 wurden verletzt. |
| 15. November 2023 | Distrikt Doda, Indien                     | Menschliches Versagen                                        |                    | 36   | 19        | Ein Passagierbus rutschte in einer scharfen Kurve von der Fahrbahn und stürzte 90 Meter in eine Schlucht. 39 Menschen kamen ums Leben, 19 wurden verletzt. |
| 05. Dezember 2023 | Cranzahl, Sachsen, Deutschland            | vermutlich menschliches Versagen                             |                    | 1    | 13        | Schulbus auf winterlich glatter Straße mit Winterdienst-Fahrzeug zusammen gestoßen und gegen Baum geprallt. |

### 2024
| Datum                  | Ort                                   | Ursache                                         | Hersteller | Tote | Verletzte | Hergang |
| ---------------------- | ------------------------------------- | ----------------------------------------------- | ---------- | ---- | --------- | --- |
| 07. Januar 2024        | São José do Jacuípe, Bahia, Brasilien |                                                 |            | 25   | 6         | Ein Minibus mit Touristen stieß nachts auf einem Highway frontal mit einem Lastwagen zusammen. 25 Menschen kamen bei dem Unfall ums Leben, 6 wurden verletzt.                      |
| 27. März 2024          | Autobahn 9, bei Leipzig, Deutschland  |                                                 |            | 4    | 20+       | Ein Doppelstockbus von Flixbus kam auf der Fahrt von Berlin nach Zürich von der Straße ab und kippte in der Böschung um.                                                           |
| 27. oder 28. März 2024 | Südafrika                             |                                                 |            | 45+  | 1+        | Ein Bus kurz vor Ostern von Botswana in den christlichen Wallfahrtsort Moria bei Polokwane im Norden von Südafrika stürzte von einer Brücke 50 m tief in ein Tal und brannte.      |
| 28./29. März 2024      | bei Werl, NRW, Deutschland            | medizinischer Notfall des Lenkers wird vermutet | Setra      | 0    | 21        | Ein Doppelstockbus eines privaten Busunternehmens kam auf der Rückfahrt eines Ausflug aus England mit 60 Insassen nach rechts von der Fahrbahn ab und kippte auf die rechte Seite. |

### 2025
| Datum            | Ort                         | Ursache   | Hersteller | Tote                                                    | Verletzte | Hergang                                                                |
| ---------------- | --------------------------- | --------- | ---------- | ------------------------------------------------------- | --------- | ---------------------------------------------------------------------- |
| 08. Februar 2025 | Zwischen Cancún und Tabasco | ungeklärt |            | 38 Passagiere, zwei Fahrer, ein Fahrer eines Lastwagens | 8         | Kollision mit einem Lastwagen; der Bus brannte vollständig aus.        |
| 24. Februar 2025 | Saarbrücken                 | ungeklärt |            | 0                                                       | 33+       | Kollision zweier Linienbusse an der Einfahrt zu einem Einkaufszentrum. |